# Завалівський замок

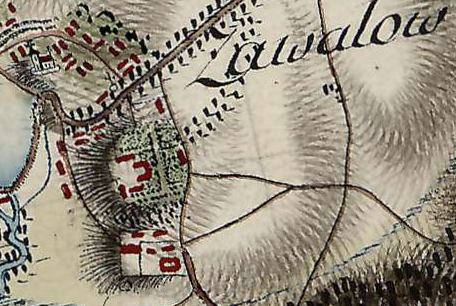
Завалівський замок на мапі фон Міґа XVIII століття

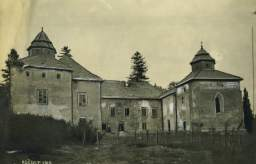
Завалівський замок початок XX століття

Завалівський замок — втрачена оборонна споруда в колишньому містечку Завалів (нині село Підгаєцького району Тернопільської області, Україна).

## Відомості
Був збудований на узбіччі яру коштом дідичів Завалова Маковецьких на місці дерев'яного. Будівля мала у плані вигляд букви «U», кілька поверхів, три 5-кутні башти по кутах, у четвертій містилась каплиця. Замок був просторий, обведений валом і ровом. Був мурований, одноповерховий, з вежами і мав три крила у формі літери «П», стояв фасадом до півдня. Наріжники північно- і південно-східні замикалися баштами. На північно-західному крилі стояла, дещо висунена вперед, нижча вежа, а на розі південно-західному містилася каплиця, а ззовні на цій вежі висів годинник. Зверху в баштах були квадратні отвори для спостереження та оборони. Всередині головного крила, що було довше від бічних, був вхідний вестибюль і сходи, що вели на поверх. У замку на партері було десять кімнат і дві великі зали. Одна велика зала була для забав та урочистих прийомів, і тут на головній стіні був зображений гетьман Станіслав-Ян Яблоновський під час битви. Друга велика зала мала кам'яну підлогу. В центрі, під стіною був отвір, що вів до каміна, де зазвичай горів відкритий вогонь, навколо якого пани любили посидіти після полювання. Під замком були просторі льохи, де тримали харчі та напої. Як розповідають, тут ніби-то був тунель, який тягнувся на другий кінець гори, на Яблунівку — довжиною майже з кілометр. Із замку, вздовж гостинця, вела на заставецький цвинтар липова алея, а посередині цвинтаря стояла мурована каплиця, де були поховані завалівські дідичі.
Войцех Маковецький, який загинув під Цецорою у 1620 році, збудував у Завалові на місці дерев'яного, новий, мурований замок. Новий замок зачислявся до міцніших в Галицькій Землі
1675 року замок був сильно зруйнований у час нападу турків, татар під командуванням Ібрагіма Шишмана, а всіх Маковецьких і значну кількість шляхти взято у полон. Після смерті Рафала Маковецького 1689 року, Завалів одідичив великий коронний гетьман Станіслав-Ян Яблоновський. Він відбудував замок і укріпив його. Тут він тримав залогу війська і звідси контролював татар, які тоді господарювали на Поділлі.
У замку перебувала галерея картин, яку зібрав князь Станіслав Вінцентій Яблоновський..
Княжна Теофіля (Теофіла Стшежислава — барська конфедератка, дружина коронного крайчого Юзефа Сапеги), дочка князя Юзефа Александра Яблоновського та його першої дружини Кароліни Терези Радзівілл, під кінець XVIII століття продала свої завалівські посілості Йосипові Груї, котрий вже посідав Горожанку, а Станіслав Груй, його син, продав посілості Мошинським, які були власниками Литвинова.
Близько 1847 року ці землі у Фредерика Мошинського викупив віденський адвокат, українець з боярського роду, д-р Климентій «Климко» Рачинський. Згідно його заповіту, після його смерті спадок мав перейти дітям його брата.
Олександр Стефан Рачинський відновив завалівський замок, заложив тут велику бібліотеку й мистецький архів. Близько 1900 року Олександр Рачинський заснував «Архів Завалова», де зберігалися документи (починаючи з XVI століття), плани фортифікацій, декілька королівських листів, рукописи Генрика Сенкевича (під час написання «Трилогії» він перебував у Носові) та Корнелія Уєйського (про свій побут у Завалові письменник написав у «Листах з-під Львова»). У 1912—1913 роках були проведені реставраційні роботи за проєктом львівського архітектора Тадеуша Мокловського. Проте 1915 року замок цілковито пограбовано і знищено. Російські війська, які відступали у 1917 році, підпалили частково реставрований замок. Хоча замок був пізніше частково відновлений, та після першої світової війни він перетворився в руїну, а після другої світової війни руїни замку дощенту розібрано.